# Steven Meisel
Pour les articles homonymes, voir Meisel.
Steven Meisel, né en 1954 à New York, est un photographe américain popularisé pour ses collaborations avec les éditions américaine et italienne du magazine Vogue. Il est également l'instigateur dans les années 1980 d'une révolution dans le domaine du mannequinat avec la création des Supermodels.

## Biographie
Il s’intéresse à la mode dès l'âge de neuf ans en lisant des magazines. Quelques années après, il collectionne ces mêmes magazines de mode. Fasciné très tôt par la photographie et la beauté des femmes, Steven Meisel prend des cours d'illustration et s'inspire des magazines Vogue ou Harper's Bazaar pour ses dessins. Appréciant l'élégance et le glamour émanant des femmes de la haute société américaine, Steven Meisel a alors pour muses Gloria Guinness (en) ou Babe Paley.

## Carrière
Après des études à Parsons School of Design à New York, Steven Meisel exerce d'abord la profession d'illustrateur pour le styliste Roy Halston Frowick. Il écrit également quelques articles de mode pour le magazine New York Rocker avant de rejoindre le quotidien américain Women's Wear Daily. Persuadé que l'illustration ne le « mènerait nulle part », il se lance dans la photographie de mode après avoir fait des « tests » avec des mannequins de l'agence Elite : grâce à ses contacts établis à la Parson School, il réalise les books des mannequins débutantes. Bientôt repéré par le magazine Seventeen, Steven Meisel commence une carrière qui le fera collaborer aux magazines Soho Weekly News, puis Self, suivis de W, Vanity Fair, V Magazine, Mademoiselle, Lei (magazine italien) ou Vogue. 
Au milieu des années 1980, le photographe a un contrat de deux millions de dollars avec le magazine Vogue, faisant de lui le photographe le mieux payé de tous les temps à cette époque. C'est à cette époque qu'il créé les Supermodels, estompant soudainement tous les mannequins du début de la décennie. 
Steven Meisel, avec sa complice Franca Sozzani, est le photographe exclusif de toutes les couvertures de Vogue Italia durant plus de vingt ans. Parfois, les séries de mode occupent jusqu'à 30 pages dans cette édition italienne. Ami de la chanteuse Madonna, il est également connu pour sa collaboration au livre SEX sorti en 1992. Trois ans plus tard il réalise la publicité controversée pour les jeans Calvin Klein, accusée de « pornographie enfantine ».
Il réalise les photographies de l'édition 2015 du calendrier Pirelli.
En 2020, il réalise la photo publicitaire de Marion Cotillard, qui pose pour promouvoir le parfum N°5 de Chanel.
Son style s’appuie sur ses connaissances concernant l'histoire de la mode, le cinéma ou l'art, permettant de mettre en scène des images qui semblent pourtant naturelles et intuitives, mais ne doivent rien au hasard.

## Prix et récompenses
- 2006, prix de la photographie appliquée